# Resolutie 1898 Veiligheidsraad Verenigde Naties
Resolutie 1898 van de Veiligheidsraad van de Verenigde Naties werd op 14 december 2009 met veertien stemden voor en één tegen aangenomen door de VN-Veiligheidsraad. De resolutie verlengde de VN-vredesmissie op Cyprus opnieuw met een half jaar. Turkije stemde naar eigen zeggen tegen vanwege de verwijzingen naar de "Cypriotische regering", waarin de Turks-Cyprioten niet vertegenwoordigd zijn. Het land verklaarde wel de VN-inspanningen in Cyprus ten volle te steunen.

## Achtergrond
Nadat in 1964 geweld was uitgebroken tussen de Griekse en Turkse bevolkingsgroep op Cyprus stationeerden de VN de UNFICYP-vredesmacht op het eiland. Die macht wordt sindsdien om het half jaar verlengd. In 1974 bezette Turkije het noorden van Cyprus na een Griekse poging tot staatsgreep. In 1983 werd dat noordelijke deel met Turkse steun van Cyprus afgescheurd. Midden 1990 begon het toetredingsproces van (Grieks-)Cyprus tot de Europese Unie maar de EU erkent de Turkse Republiek Noord-Cyprus niet.

## Inhoud

### Waarnemingen
De Cypriotische regering achtte het andermaal noodzakelijk dat de VN-vredesmacht op Cyprus volgend op 15 december 2009 behouden bleef. De Grieks- en Turks-Cypriotische leiders werden geloofd om hun inspanningen om vooruitgang te maken, zoals aangekondigde vertrouwensmaatregelen en de overeengekomen opening van een grensovergang aan de Groene Lijn. Er werd aangedrongen om die inspanningen nog op te drijven. Volgens de secretaris-generaal bleef de situatie rond die Groene Lijn stabiel.

### Handelingen
De met de onderhandelingen gemaakte vooruitgang werd verwelkomd. De Veiligheidsraad drong erop aan dat de goede verstandhouding aangewend werd om nog meer vooruitgang te maken. Er werd verder aangedrongen op de uitvoering van vertrouwensmaatregelen.
De Veiligheidsraad besloot het mandaat van de UNFICYP-vredesmacht op Cyprus wederom met een half jaar te verlengen, tot 15 juni 2010. Beide zijden werden aangespoord om, in overleg met UNFICYP, te beraadslagen over de demarcatie van de bufferzone en de aide-mémoire uit 1989.
Voorts werd opnieuw opgeroepen het militaire status quo in Strovilia, zoals dat tot 30 juni 2000 bestond, te herstellen.

## Verwante resoluties
- Resolutie 1847 Veiligheidsraad Verenigde Naties (2008)
- Resolutie 1873 Veiligheidsraad Verenigde Naties
- Resolutie 1930 Veiligheidsraad Verenigde Naties (2010)
- Resolutie 1953 Veiligheidsraad Verenigde Naties (2010)

Lijst ·  1860 ·  1861 ·  1862 ·  1863 ·  1864 ·  1865 ·  1866 ·  1867 ·  1868 ·  1869 ·  1870 ·  1871 ·  1872 ·  1873 ·  1874 ·  1875 ·  1876 ·  1877 ·  1878 ·  1879 ·  1880 ·  1881 ·  1882 ·  1883 ·  1884 ·  1885 ·  1886 ·  1887 ·  1888 ·  1889 ·  1890 ·  1891 ·  1892 ·  1893 ·  1894 ·  1895 ·  1896 ·  1897 ·  1898 ·  1899 ·  1900 ·  1901 ·  1902 ·  1903 ·  1904 ·  1905 ·  1906 ·  1907